# Линвуд (Вашингтон)
Линвуд (енгл. Lynnwood) град је у америчкој савезној држави Вашингтон. По попису становништва из 2010. у њему је живело 35.836 становника.

## Демографија
Према попису становништва из 2010. у граду је живело 35.836 становника, што је 1.989 (5,9%) становника више него 2000. године.
| Група             | 2000.          | 2010.          |
| Белци             | 24.009 (70,9%) | 20.991 (58,6%) |
| Афроамериканци    | 1.110 (3,3%)   | 1.976 (5,5%)   |
| Азијати           | 4.696 (13,9%)  | 6.185 (17,3%)  |
| Хиспаноамериканци | 2.356 (7,0%)   | 4.750 (13,3%)  |
| Укупно            | 33.847         | 35.836         |